# Суринамский таракан
Суринамский таракан (лат. Pycnoscelus surinamensis)— вид тараканов семейства Blaberidae.

## Описание
Длина около 2 см. Пронотум тёмно-коричневый или чёрный, блестящий, крылья буроватые. Иногда обнаруживается в домах. Известен повсеместно, главным образом, в тропиках и субтропиках, включая американские штаты Техас, Луизиана, Флорида, где найдены только самки, очевидно размножающиеся партеногенезом (телитокия). В Европе и Юго-восточной Азии известны и самцы и самки. Характерна ночная активность.
Переднеспинка пятиугольная, спереди проходит жёлто-белая полоска, на фоне которой есть два ярких, жёлтых пятна. Общий фон тела — тёмно-коричневый. Таракан яйцеживородящий. На свет выходят крошечные личинки. Личинка чёрно-коричневая. Имаго и личинка ведут роющий образ жизни. Питаются различными растительными остатками.
Исследования, проведённые в Камеруне показали (Deleporte et al., 2002), что P. surinamensis ассоциирован с несколькими видами муравьёв, главным образом с Pheidole megacephala (Fabricius, 1793) и Paratrechina longicornis (Latreille, 1802), а также с Odontomachus troglodytes Santschi, 1914, Myrmicaria opaciventris Emery, 1893, Camponotus brutus Forel, 1886, Tapinoma sp. и Paratrechina sp. О возможной симбиотической ассоциации с муравьями говорит и недавнее обнаружение тараканов Pycnoscelus surinamensis в муравейниках Brachymyrmex cordemoyi Forel, 1895 (Moretti et al., 2011).

## Значение
Легко распространяется с рассадой, может вредить в оранжереях и теплицах многим культурным растениям, включая такие, как розы, орхидеи, огурцы, пальмы, томаты, сладкий картофель, папайя, инжир и прочие фрукты и цветковые, а также на корнях табака. (Bell et al. 2007).
Таракан Pycnoscelus surinamensis является промежуточным хозяином для таких видов гельминтов, как Oxyspirura mansoni (Cobbold, 1879) и O. parvorum (Sweet, 1910) (Nematoda, Spiruroidea), которые являются паразитами птиц (Mullen and Durdcn 2009), и акантоцефалов таких как Mediorhynchus orientalis Belopolskaya, 1953 и M. wardi Schmidt and Canaris, 1967 (Acanthocephala, Gigantorhynchidae), которые являются паразитами нескольких видов птиц во всём мире (Bolette, 2000).